# Riksdagen 1904

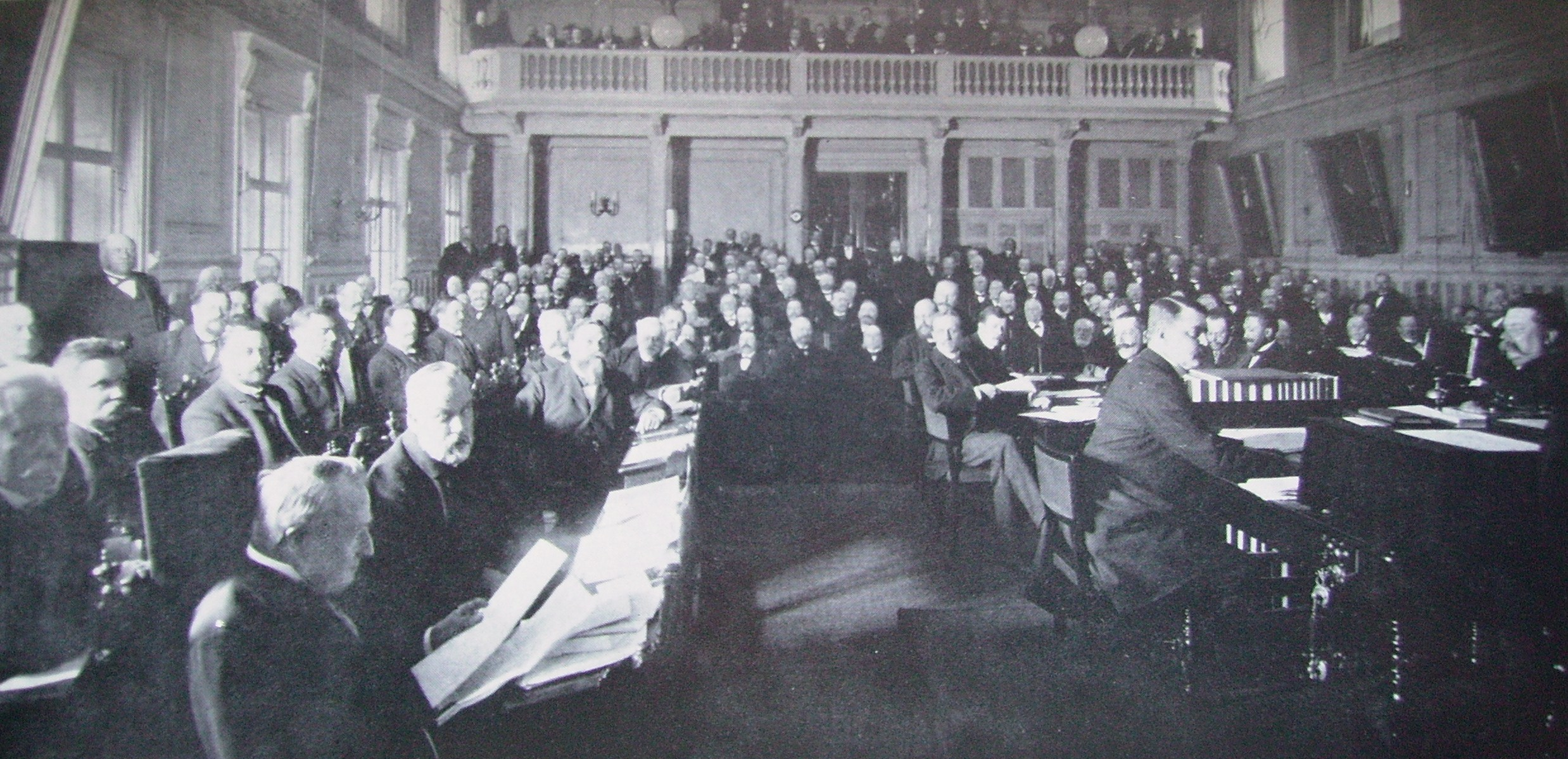
Sammanträde i andra kammaren under 1904 års riksdag.

Riksdagen 1904 ägde rum i Stockholm.
Riksdagens kamrar sammanträdde i gamla riksdagshuset den 15 januari 1904. Riksdagsarbetet inleddes ceremoniellt genom riksdagens högtidliga öppnande i rikssalen på Stockholms slott den 18 januari. Första kammarens talman var Gustaf Sparre (oberoende), andra kammarens talman var Axel Swartling (Lantmannapartiet). Riksdagen avslutades den 21 maj 1904.